# Phtheochroa aureopunctana
Phtheochroa aureopunctana es una especie de polilla de la familia Tortricidae. 

## Distribución
Se encuentra principalmente en el Medio Oriente: por aún describirse en; Turquía, Líbano, Palestina, Irán y Siria.